# Criza bosniacă

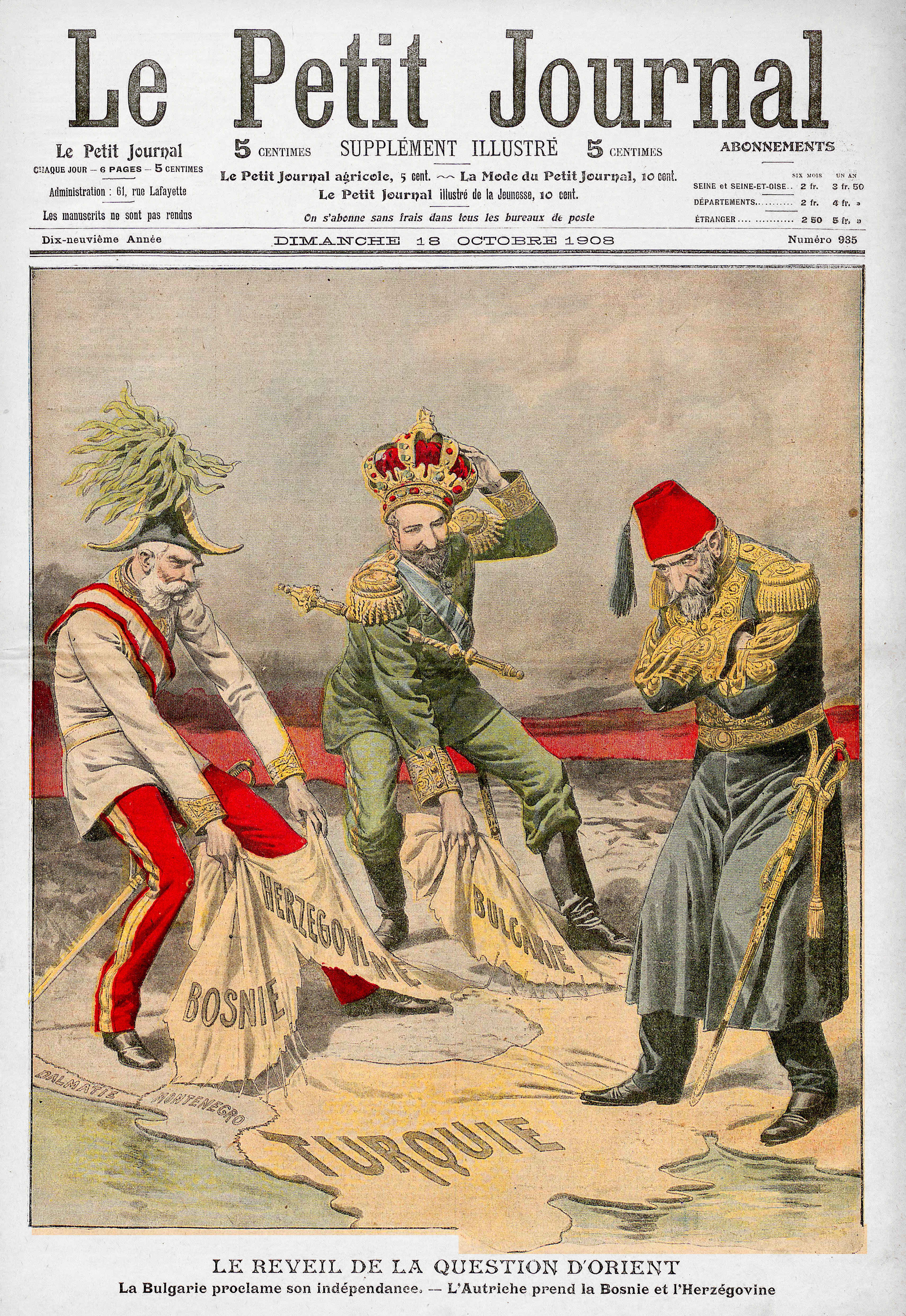
Coperta revistei franceze Le Petit Journal despre criza din Bosnia: prințul Ferdinand I al Bulgariei declară independența și este proclamat țar, iar împăratul austriac Francisc Iosif anexează Bosnia și Herțegovina, în timp ce sultanul otoman Abdul Hamid al II-lea privește neputincios.

Criza bosniacă din 1908-1909, cunoscută de asemenea cu numele de Criza anexării, a izbucnit, în opinia publicului larg, când Austro-Ungaria a declarat pe 6 octombrie 1908 anexarea Bosniei și a Herțegovinei. Rusia, Imperiul otoman, Regatul Unit, Italia, Serbia, Muntenegrul, Germania și Franța au avut interes în aceste evenimente. În aprilie 1909, Tratatul de la Berlin fost modificat, pentru a accepta noul status quo, punând capăt crizei. Criza a deteriorat permanent relațiile dintre Austro-Ungaria, pe de-o parte, și Rusia și Serbia, de cealaltă parte. Anexarea și reacțiile anexării au fost cauze care au contribuit la izbucnirea Primului Război Mondial.

## Preludiu

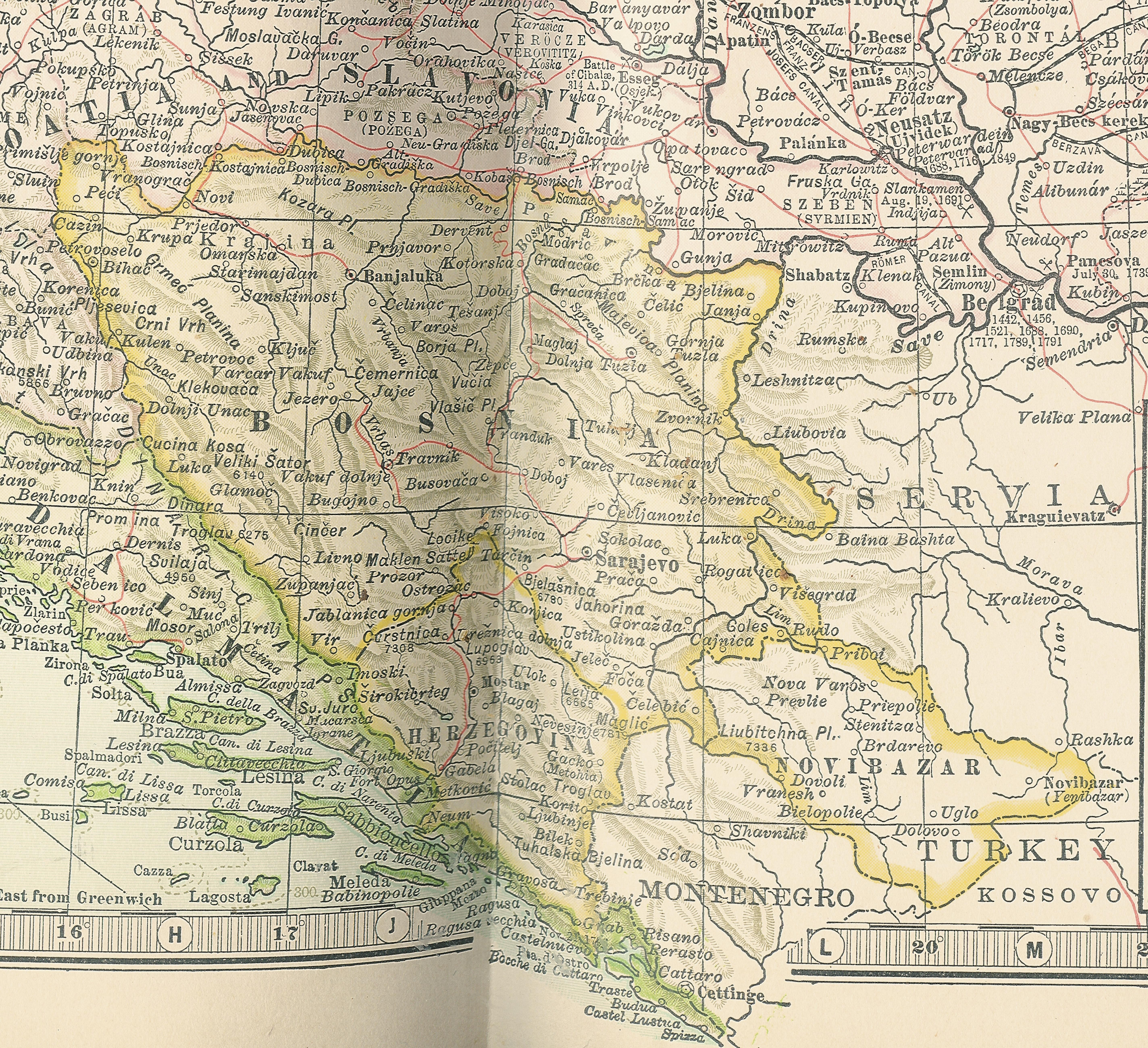
Bosnia și Herțegovina și Sangeacul Novi Pazar

Conform articolului 25 din Tratatul de la Berlin, Austro-Ungaria a primit drepturi speciale asupra provinciilor otomane Bosnia și Herțegovina și Sangeacul Novi Pazar. Articolul 25 stipula:„Provinciile Bosniei și Herțegovinei vor fi ocupate și administrate de Austro-Ungaria.” „(...) Austro-Ungaria își păstrează dreptul de a menține garnizoanele și să aibă drumuri militare și comerciale pe întreaga zonă din acea parte [Sangeacul de la Novi Pazar] a vechiului Vilaiet al Bosniei.” Austro-Ungaria își exercita drepturile, preluând control hotărâtor asupra Bosniei și Herțegovinei ocupând Sangeacul de la Novi Pazar împreună cu Imperiul Otoman. Această stare de luptă a persista din 1878 până la izbucnirea crizei în 1908. De asemenea, Tratatul de la Berlin stipula că Strâmtorile Constantinopolului vor fi închise pentru navele de război pe timp de război. Acest lucru a avut ca efect menținerea flotei ruse pe Marea Neagră.
Sangeacul de la Novi Pazar separa Muntenegru de Serbia și prevenea o unire politică și geografică a celor două state, având relații foarte apropiate. Ocupația austriacă a Sangeacului a fost de asemenea importantă deoarece i se conferea Austro-Ungariei o zonă de așteptare pentru o viitoare expansiune posibilă către portul Mării Egee de la Salonic în Macedonia stăpânită de Imperiul Otoman. Bosnia și Herțegovina era un stat cu o populație majoritară sârbă. În urma unei lovituri de stat în 1903 în Serbia, a adus la putere o nouă familie regală și a schimbat puterea politică în interesul de a elibera Bosnia. Acești patrioți doreau eliberarea Sangeacului de la Novi Pazar și a Bosniei și Herțegovinei de subjugatul otoman. Relațiile dintre Serbia și Austro-Ungaria s-au deteriorat treptat. Prin 1907, ministrul de externe austro-ungar Alois Aehrenthal a început conceperea unui plan pentru a consolida poziția Austro-Ungariei în Bosnia-Herțegovina, prin anexare. Oportunitatea sa a venit sub forma unei scrisori de la ministrul de externe rus Alexander Izvolsky și bine cunoscuta lor întâlnirea la Castelul Buchlov, în provincia austro-ungară Moravia.

## Negocierile de la Buchlov

### Schimbul de scrisori

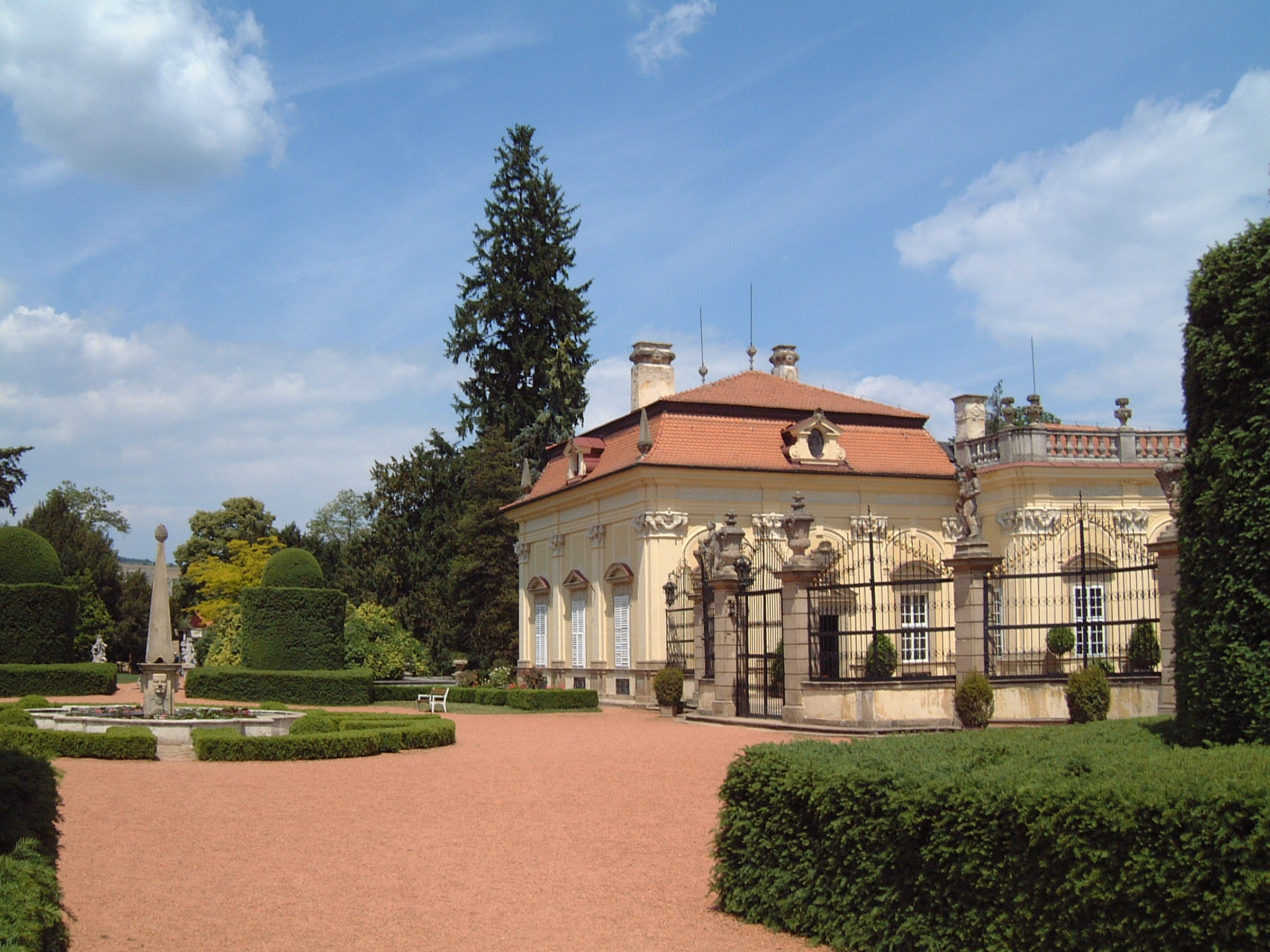
Castelul Buchlovice (azi, din Cehia)

Pe 2 iulie 1908 Alexandru Izvolsky, ministrul de externe al Rusiei, i-a scris lui Alois Aehrenthal, ministrului de externe al Austro-Ungariei, și i-a propus o discuție despre schimbări mutuale în Tratatului de la Berlin din 1878 în favoarea interesului Rusiei asupra Strâmtorilor Constantinopolului și a intereselor Austro-Ungariei asupra anexării Bosniei și Herțegovinei și Sangeacului de la Novibazar. Pe 14 iulie 1908 Aehrenthal i-a răspuns cu respectarea și acceptarea deciziei propuse. Pe 10 septembrie, după discuții lungi și complexe în Austro-Ungaria, Aehrenthal a abordat o înțelegere cu totul alta cu Izvolsky. În schimbul unei atitudini prietenoase în evenimentul în care Austro-Ungaria a anexat Bosnia și Herțegovina, Austro-Ungaria își va retrage trupele din Sangeac. Scrisoarea a fost trimisă pentru a se discuta, ca o chestiune separată, problema Strâmtorilor pe un fundament prietenos.

### Întâlnirea de la Buchlov
La 16 septembrie, Izvolsky și Aehrenthal s-au întâlnit la castelul Buchlov. Conversația dintre cei doi a durat șase ore. Izvolsky a acceptat responsabilitatea de a scrie concluziile întâlnirii și să i le înmâneze lui Aehrenthal. Pe 21 septembrie, Aehrenthal i-a scris lui Izvolsky să-i trimită documentul, la care Izvolsky i-a răspuns după două zile că documentul a fost trimis țarului pentru a fi aprobat. Acest document, dacă într-adevăr a existat, nu a fost niciodată prezentat.

### Varianta lui Aehrenthal a acordului
Conform variantei lui Aehrenthal scrisă de Albertini, Izvolsky a acceptat ca Rusia să mențină o „atitudine prietenoasă și binevoitoare” dacă Austro-Ungaria va anexa Bosnia și Herțegovina. În schimb, Austro-Ungaria va permite Rusiei să deschidă „strâmtorile pentru navele de război” păstrând o atitudine binevoitoare. Cele două părți au căzut de acord că o altă consecință ar putea fi declarația de independență a Bulgariei față de Imperiul Otoman. Austro-Ungaria nu ar fi oferit nicio concesie teritorială teritorială Serbiei și Muntenegrului, însă dacă ar fi sprijinit anexarea, atunci Austro-Ungaria nu ar fi împiedicat expansiunea Serbiei în Balcani și ar fi susținut cererea Rusiei de revizuire a articolului 29 al Tratatului de la Berlin care limita suveranitatea Muntenegrului. Părțile au căzut de acord că „aceste schimbări pot fi sancționate după negocierile cu Poarta și Puterile”, dar „problema Bosnia și Herțegovina nu ar mai fi intrat discuție”. Anexarea urma să aibă loc la începutul lunii octombrie. Relatarea originală a lui Aehrenthal nu a fost descoperită prin urmare istoricii s-au folosit de o copie a documentului care nu era datată.

### Varianta lui Izvolsky
Pe 30 septembrie, Austro-Ungaria l-a informat pe Izvolsky, care la acea vreme era în Paris, că anexarea urma să aibă loc pe 7 octombrie. La data de pe 4 octombrie, Izvolsky pregătise un raport cerut de ambasadorul britanic al Franței, Francis Bertie. Izvolsky susținea că anexarea era o problemă care trebuie rezolvată de semnatarii Tratatului de la Berlin. Odată oferită compensație Austro-Ungariei pentru retragerea din Sangeacul Novibazar, Rusia nu considera anexarea un motiv de izbucnire a războiului, însă Rusia și celelalte guverne vor insista să fie aduse modificări ale Tratatului în favoarea lor, inclusiv deschiderea strâmtorilor, independența Bulgariei, concesii teritoriale Serbiei, abolirea limitării suveranității Muntenegrului din articolul 29. Bertie l-a informat pe Ministrul de Externe Britanic că nu-l considera pe Izvolsky complet cinstit.

## Anexarea
Pe 5 octombrie, Bulgaria și-a declarat independența față de Imperiul otoman. Pe 6 octombrie, împăratul Francisc Iosif anunțase populația Bosniei și a Herțegovinei că intenționa să le ofere un regim autonom, iar provinciile au fost anexate. În ziua următoare, Austro-Ungaria anunțase că se retrage din sangeacul Novibazar. Independența Bulgariei și anexarea Bosniei nu erau prevăzute în Tratatul de la Berlin, izbucnind o agitație de proteste și discuții diplomatice.

## Proteste și compensații
Serbia și-a mobilizat armata și pe 7 octombrie Consiliul de Coroană a Serbiei cerea să fie anulată anexarea sau dacă nu, Serbia să primească compensații, care consta într-o fâșie de pământ din partea nordică a Sangeacului Novibazar. În cele din urmă aceste cereri au fost respinse, deși Serbia a preluat controlul Sangeacului ulterior.

### Imperiul Otoman

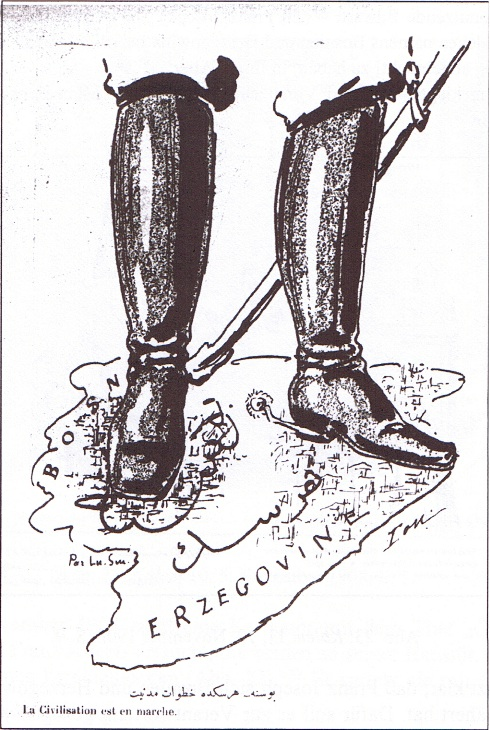
Caricatură otomană a anexării Bosniei și a Herțegovinei, cu titlul ironic: „Civilizația avansată (austro-ungară) din Bosnia și Herțegovina”

Imperiul Otoman a protestat față de declarația de independență a Bulgariei mult mai vehement decât a anexării Bosniei și Herțegovinei, care nu avea prospecte practice de guvernare. Cu toate acestea, s-a desfășurat un boicot al Austro-Ungariei care a provocat pierderi comerciale monarhiei dualiste. Pe 20 februarie Austro-Ungaria a rezolvat problema și a primit consimțământul Imperiului Otoman în schimbul sumei de 2,2 milioane de lire.

### Franța, Marea Britanie, Rusia și Italia
Anexarea și declarația de independență era văzute ca fiind încălcări ale Tratatului de la Berlin. Franța, Marea Britanie, Rusia și Italia au fost prin urmare în favoarea unei conferințe pentru rezolvarea problemei. Opoziția germană și manevrele diplomatice complexe în cea ce privește locația, tipul și precondițiile conferinței au întârziat iar în cele din urmă a fost abandonată. În schimb, Puterile au ajuns la un acord al Tratatului prin consultare între capitale.
Italia aștepta compensații în schimbul recunoașterii anexării Bosniei și Herțegovinei, așa cum era prevăzut în tratatele Austro-Ungariei cu Tripla Alianță. Cu toate acestea, acest lucru nu s-a mai întâmplat și a fost unul din motivele pentru care Italia a rupt alianța cu Austro-Ungaria în 1915. Clauza compensației reciproce a fost inclusă în articolul 1 a variantei din 1887 al tratatului Triplei Alianței din acordul italiano-austriac, apoi reprodus în articolul 7 a variantei din 1891 al tratatului Triplei Alianțe iar în cele din urmă în articolul 7 a variantelor din 1909 și 1912 al aceluiași tratat.